# Faux pas
Un faux pas (/fo pɑ/, paso en falso) es una violación de las normas sociales o reglas de etiqueta. El término proviene del francés y literalmente significa «paso en falso», aunque «desliz» o «metedura de pata» serían una mejor traducción.[¿según quién?]
Se utiliza habitualmente en contextos sociales y diplomáticos. En francés, se emplea literalmente para describir una pérdida física de equilibrio o balance y en sentido figurado para indicar que se ha «metido la pata».
«Faux pas» también suena parecido a «Faut pas», que en francés significa «no debido», y que casualmente tiene un significado similar. 